# Gekko canaensis
Gekko canaensis es una especie de gecos de la familia Gekkonidae.

## Distribución geográfica yhábitat
Es endémica de zonas rocosas del sudeste de Vietnam. Su rango altitudinal oscila alrededor de 20 m s. n. m..